# Legătură sextuplă

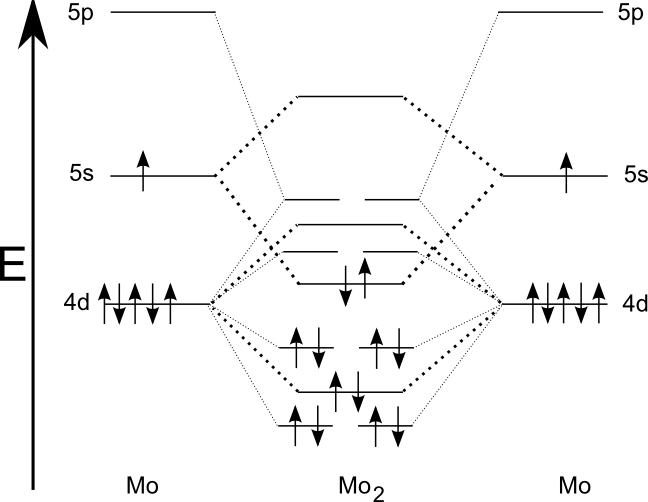
Diagrama orbitalilor moleculari pentru dimolibden

În chimie, o legătură sextuplă este o legătură chimică dintre două elemente chimice care presupune punerea în comun a doisprezece electroni de legătură. Acest tip de legătură este extrem de rar, iar singurele molecule cunoscute sunt dimolibdenul diatomic (Mo2) și diwolframul (W2), care există în fază gazoasă și au puncte de fierbere de 4 639 °C și, respectiv, 5 930 °C.